# Marcellin Lukama
Marcellin Lukama est un Général d'Armée des Forces armées de la république démocratique du Congo. Il est né le 26 avril 1947 et décédé le 6 novembre 2020 à Kinshasa.
Il est élevé au rang de Lieutenant Général en 2013, puis de Général d'Armée en 2018.

## Parcours
Il commence sa formation à l'École royale des cadets de Bruxelles, avant d'entrer avec la 106e promotion TAW (Toutes armes), à l'École royale militaire de Belgique. Il rejoint ensuite l'École des troupes blindées d'Arlon. Il  suit des cours à l'Institut royal supérieur de défense à Bruxelles.
Officier brillant, il sert à plusieurs  comme conseiller aussi bien à l'État-major de la force terrestre, à l'État-major Général, qu'au Ministère de la Défense.
Durant la deuxième guerre du Congo, il est commandant des opérations dans le nord de la province du Katanga.
En septembre 1999, le président Laurent-Désiré Kabila le nomme au grade de général de brigade; il occupe alors successivement les postes de commandant de région militaire du Bas-Congo, de commandant de région militaire du Kasaï-oriental.
En 2002, il est élevé au grade de général major, et est nommé commandant adjoint des forces terrestres, son titulaire étant le général d'armée François Olenga (en) (à l'époque général major), il occupe ensuite le poste de commandant de la force navale, avant de se voir confier, peu avant la fin de la transition, le poste de commandant du groupement supérieur des écoles (installé sur le site du centre supérieur Militaire de Binza), poste qu'il occupe jusqu'à sa nomination à l'été 2008, comme commandant des opérations des FARDC (Forces armées de la République démocratique du Congo).
En 2013, le président Joseph Kabila l'élève au grade de Lieutenant-Général des FARDC. De suite de la dissolution de la société d'explosif (Socidex) au profit de la création d'une nouvelle société Africaine d'explosifs (Afridex) dirigée par l'État et qui assure le monopole du secteur dans le cadre des explosifs, le Général Marcellin Lukama est envoyé pour assurer le rôle de Directeur Général.
Il est élevé au grade de Général d'Armée par le président Joseph Kabila en 2018 et prend sa retraite la même année. 
Docteur en Sciences humaines et Militaire, il est l'un des officiers le plus breveté de l'Etat-major des FARDC (Forces Armées de la RD CONGO)[réf. nécessaire].